# Divisione di Agra
La divisione di Agra è una divisione dello stato federato indiano dell'Uttar Pradesh, di 9 319 491 abitanti. Il suo capoluogo è Agra.
La divisione di Agra comprende i distretti di Agra, Firozabad, Mainpuri e Mathura.